# Eoin Mullen
Eoin Mullen (né le 6 août 1993 à Kilronan) est un coureur cycliste irlandais, spécialiste des épreuves de vitesse sur piste. Il représente son pays à l'occasion des championnats du monde sur piste de 2013, 2015 et 2016. Il est le frère du rugbyman Paul Mullen.

## Palmarès

### Championnats du monde
- Minsk 2013
  - 27e de la vitesse
- Saint-Quentin-en-Yvelines 2015
  - 22e de la vitesse
- Londres 2016
  - 33e de la vitesse individuelle[2]

### Championnats d'Europe
- Anadia 2014
  -  Médaillé de bronze de la vitesse espoirs

### Championnats d'Irlande
- 2011
  -  Champion d'Irlande de vitesse juniors
- 2013
  -  Champion d'Irlande de keirin
  -  Champion d'Irlande de vitesse
  -  Champion d'Irlande de vitesse par équipes (avec Eoin Healy et Keith Meghan)
- 2014
  -  Champion d'Irlande du kilomètre
  -  Champion d'Irlande de vitesse
- 2016
  -  Champion d'Irlande du kilomètre
  -  Champion d'Irlande de keirin
  -  Champion d'Irlande de vitesse
  -  Champion d'Irlande de vitesse par équipes (avec Eamonn Byrne et Ronan Sherman)
- 2018
  -  Champion d'Irlande de vitesse
- 2019
  -  Champion d'Irlande du kilomètre
  -  Champion d'Irlande de keirin
  -  Champion d'Irlande de vitesse
- 2020
  -  Champion d'Irlande du kilomètre